# Cù lao Rùa
Cù lao Rùa là một di chỉ khảo cổ ở xã Thạnh Hội, thành phố Tân Uyên, tỉnh Bình Dương, Việt Nam .
Cù Lao Rùa được Bộ Văn hóa Thể thao và Du lịch xếp hạng là di tích cấp Quốc gia tại quyết định số 836/QĐ- BVHTTDL ngày 03/03/2009 .

## Vị trí
Cù Lao Rùa, còn gọi là Cù Lao Thạnh Hội, thuộc xã Thạnh Hội, thành phố Tân Uyên, có diện tích là 277 hecta, được bao bọc bởi dòng chảy chính của sông Đồng Nai và dòng chảy phụ tẻ nhánh bao trọn cù lao nhập vào dòng chính và chảy xuôi về Sài Gòn. Di tích tồn tại trên cù lao là một ngọn đồi nổi cao 15 m so với mặt bằng khu vực. Cấu trúc chung của gò có hình mu rùa nên được gọi là "Cù Lao Rùa". Hiện nay trên đỉnh gò còn hiện diện ngôi chùa cổ Khánh Sơn có niên đại trên dưới 200 năm .
Đây là một trong những di tích khảo cổ học được phát hiện đầu tiên ở vùng Đông Nam Bộ từ năm 1888, được các nhà nghiên cứu người Pháp sưu tập, khai quật, công bố. Nó là một trong những di tích khảo cổ học tiền sử được giới nghiên cứu khảo cổ học nước ngoài biết đến nhiều nhất, và được xếp vào hậu kỳ thời đại đồ đá mới.